# Timotej III. Aleksandrijski
Patrijarh Timotej III.  Aleksandrijski (? - 481.), također poznat i kao Timotej Solofakiolos (na grčkom: "klimajuća kapa").

## Život
Bio je u dva navrata patrijarh Aleksandrije - od 460. do 475. te od 477. do 481./482.godine i bio je poznat kao pobornik nicejsko-kalcedonskog vjerovanja, odnosno protivnik miafizitizma. Na mjesto patrijarha je prvi put došao 460. godine kada je bizantski car Leon I. zbog miafizitizma smijenio dotadašnjeg miafizitskog patrijarha Timoteja II. Eilurosa.
 Godine 475. je u Aleksandriji izbio ustanak nakon kojega je Timotej III. prognan, a Timotej II. Eiluros ponovno preuzeo njegovo mjesto. Nakon Eilurosove smrti 477. godine, car Zenon je dao prognati Eilurosovog izabranog nasljednika Petra Mongusa i ponovno postavio Timoteja III. za patrijarha. Timotej III. je  ostao patrijarhom sve do svoje smrti 481. godine kada ga na svetom Tronu sv. Marka nasljeđuje Ivan I. Talaia.
Spomen na njega slavi se u koptskoj crkvi 21. veljače (13. dana mjeseca amshira prema koptskom kalendaru).

## Vanjske poveznice
- Sinaksarion-odlazak sv. Timoteja III.
- Timotheos III, Salophakiolus (460–482). Službena internetska stranica Grčke Pravoslavne Patrijaršije Aleksandrije i cijele Afrike. Pristupljeno 7. veljače 2011.

| Koptske pape Aleksandrije                 | Koptske pape Aleksandrije        | Koptske pape Aleksandrije                 |
| ----------------------------------------- | -------------------------------- | ----------------------------------------- |
| prethodnik Timotej II. Eiluros (miafizit) | Patrijarh Aleksandrije (460–475) | nasljednik Timotej II. Eiluros (miafizit) |
| prethodnik Petar Mongus (miafizit)        | Patrijarh Aleksandrije (477–481) | nasljednik Ivan Talaia (kalcedonac)       |